# PH du sol

Variation globale du pH du sol. Rouge = sol acide. Jaune = sol neutre. Bleu = sol alcalin. Noir = pas de données.

Le pH du sol est une mesure de l'acidité ou de la basicité (alcalinité) d'un sol. Le pH est défini comme le logarithme négatif (base 10) de l'activité des ions hydronium ( H+ou, plus précisément, H3O+aq ) dans une solution. Dans les sols, il est mesuré dans une boue de sol mélangée à de l'eau (ou une solution saline, telle que 0,01 M CaCl2), et se situe normalement entre 3 et 10, 7 étant neutre. Les sols acides ont un pH inférieur à 7 et les sols à alcali (en) ont un pH supérieur à 7. Les sols ultra-acides (pH <3,5) et les sols très fortement alcalins (pH> 9) sont rares,.
Le pH du sol est considéré comme une variable maîtresse dans les sols car il affecte de nombreux processus chimiques. Il affecte spécifiquement la disponibilité des nutriments des plantes en contrôlant les formes chimiques des différents nutriments et en influençant les réactions chimiques qu'ils subissent. La gamme optimale de pH pour la plupart des plantes se situe entre 5,5 et 7,5 ; cependant, de nombreuses plantes se sont adaptées pour prospérer à pH valeurs en dehors de cette plage.

## Facteurs affectant le pH du sol
Le pH d'un sol naturel dépend de la composition minérale du  matériau d'origine (en) du sol et des réactions d'altération subies par ce matériau d'origine. Dans les environnements chauds et humides, l'acidification du sol se produit au fil du temps, car les produits de l'altération sont lessivés par l'eau se déplaçant latéralement ou vers le bas dans le sol. Dans les climats secs, cependant, l'altération et le lessivage du sol sont moins intenses et le pH du sol est souvent neutre ou alcalin,.

## Les références
- (en) Cet article est partiellement ou en totalité issu de l’article de Wikipédia en anglais intitulé « Soil pH » (voir la liste des auteurs).

1. ↑  Slessarev, Lin, Bingham et Johnson, « Water balance creates a threshold in soil pH at the global scale », Nature, vol. 540, no 7634,‎ 21 novembre 2016, p. 567–569 (PMID 27871089, DOI 10.1038/nature20139, Bibcode 2016Natur.540..567S, lire en ligne)
2. 1 2  (en) Queensland Department of Environment and Heritage Protection, « Soil pH », www.qld.gov.au (consulté le 15 mai 2017)
3. ↑  USDA-NRCS, « Soil pH », Guides for Educators: Soil Quality Kit, www.nrcs.usda.gov (consulté le 15 mai 2017)
4. ↑  van Breemen, Mulder et Driscoll, « Acidification and alkalinization of soils », Plant and Soil, vol. 75, no 3,‎ octobre 1983, p. 283–308 (DOI 10.1007/BF02369968)